# DeLand Southwest
DeLand Southwest – jednostka osadnicza w Stanach Zjednoczonych, w stanie Floryda, w hrabstwie Volusia.